# 布勞斯奧格湖
51°41′56.7″N 12°42′26.2″E / 51.699083°N 12.707278°E

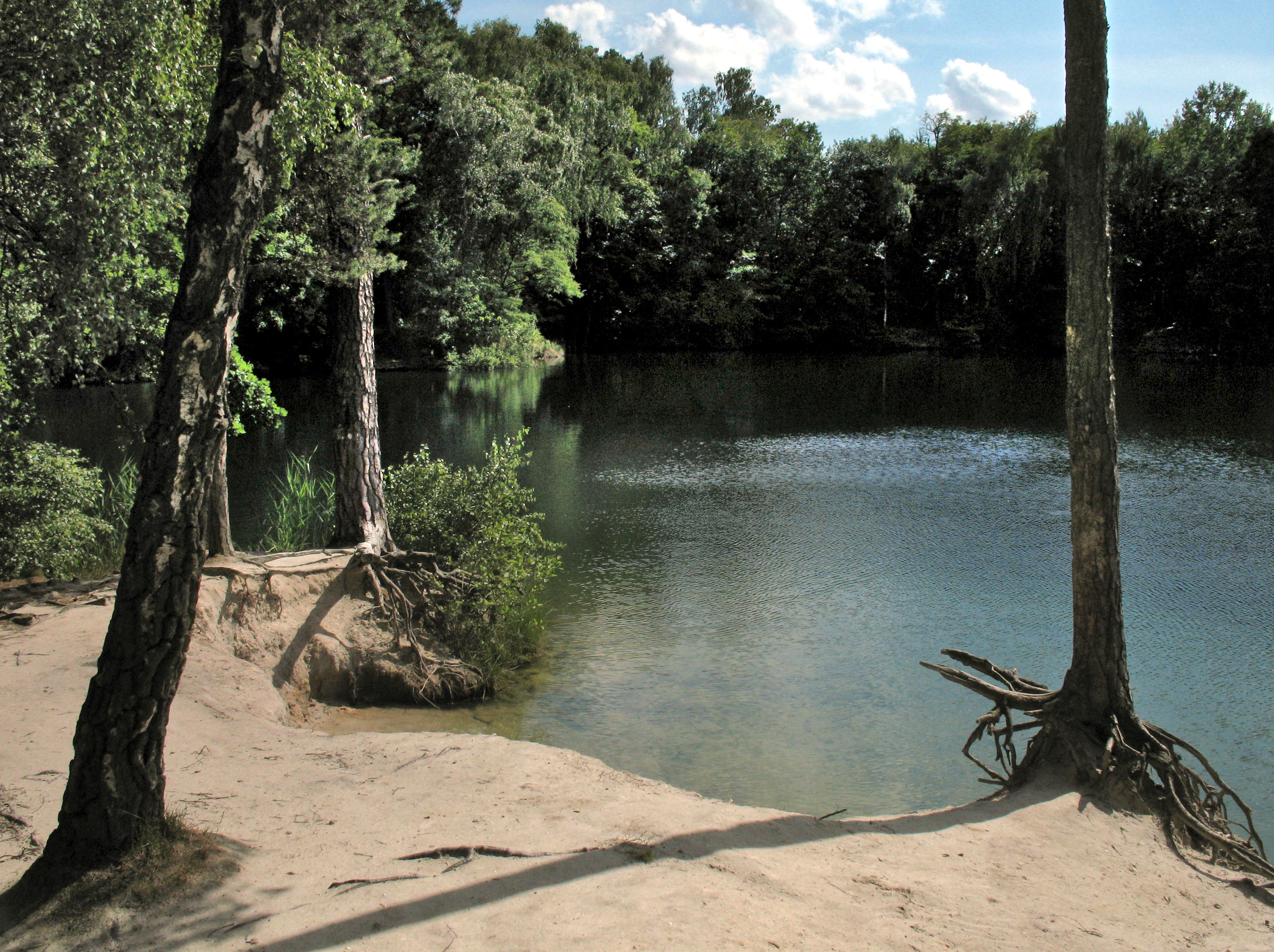

布勞斯奧格湖（德語：Blaues Auge），是德國的湖泊，位於該國東北部，由薩克森-安哈爾特州負責管轄，處於維滕貝格縣，長0.2公里、寬0.1公里，面積0.02平方公里。